# Фергусонит
Фергусони́т — минерал подкласса сложных оксидов, танталониобат иттрия и лантаноидов. Был впервые найден в 1826 году немецким геологом Вильгельмом Хайдингером вблизи Атаммика в Гренландии. Назван в честь британского политика и геолога Роберта Фергусона.
Синонимы урановые минералы: брагит, тирит, сипилит, фергюсонит.

## Описание
Формула: (Y, TR) [(Nb, Ta) О4].
По классификации «Fleischer’s Glossary» (2004):
- фергусонит-Се — (Ce, La, Y) NbO4;
- фергусонит-Nd — (Nd, Ce) (Nb, Ti) O4;
- фергусонит-Y — YNbO4;
- фергусонит- beta-Ce — (Ce, La, Nd) NbO4;
- фергусонит-beta-Nd — (Nd, Ce) NbO4;
- фергусонит-beta-Y — YNbO4.

Содержание Nb2O5 достигает 51,5 %; сумма оксидов иттрия и тяжёлых лантаноидов — 32,5-51,5 %. Разновидность ризерит содержит 6,0-7,8 % TiO2. Танталовый аналог фергусонита — форманит (47,5-55,5 % Ta2О5). При замене иттриевых земель цериевыми фергусонит переходит в редкий церофергусонит (броценит). Примеси: ТhO2 (до 6,8 %) и UO2 (1-4 %).
Сингония тетрагональная. Тетрагонально-дипирамидальний вид. Кристаллическая структура близка к шеелиту. Формы выделения — долгопризматичные и игольчатые, бочкообразные и дипирамидальные кристаллы размером до 2 см. Спайность отсутствует. Плотность 4,18-6,03. Твёрдость 5,0-6,5. Цвет от жёлтого и кремового до тёмно-бурого и чёрного. Блеск смоляной(*?) или алмазный. Излом раковистый. Хрупкий. Полигенный минерал.

## Распространение
Присутствует в редкометаллических гранитах и альбититах нефелиновых сиенитов. Наиболее характерный для уран-редкоземельных пегматитов, где ассоциирует с гадолинитом, ортитом, монацитом. В значительных скоплениях представляет промышленный интерес, главным образом как источник иттрия. Находки: Арендаль, Гундголмен (Норвегия), Рисьор, Иттербю (Швеция), Финляндия, р-н Юлианегоба (Гренландия), Морогоро (Танзания), Бикита (Зимбабве), шт. Техас (США), Урал (РФ), Приазовье (Украина).

## Разновидности
- фергусонит-дигидрат (гипотетическая гидратная форма фергусонита),
- фергусонит эрбиистий (разновидность фергусонита с месторождения Челле (Норвегия), которая содержит 13,95 % Er2O3),
- фергусонит-моногидрат (гипотетическая гидратная форма фергусонита),
- фергусонит титановый (разновидность фергусонита, которая содержит до 6 % Те),
- фергусонит-тригидрат (гипотетическая гидратная форма фергусонита),
- α-фергусонит (лишнее название фергусонита),
- β-фергусонит — естественная моноклинная модификация фергусонита.